# Joaquín Company

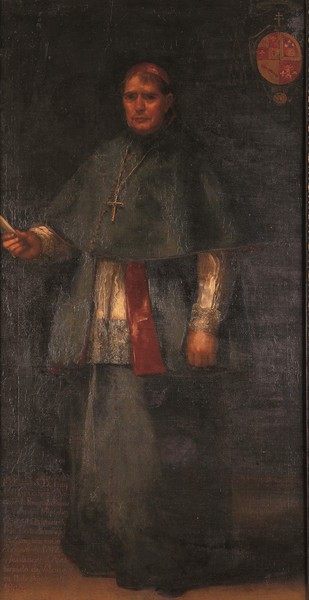
El arzobispo Joaquin Company por Goya

Joaquín Company Soler (Penáguila, 3 de enero de 1732 - Valencia, 13 de febrero de 1813) fue un religioso español que ocupó las sedes arzobispales de Zaragoza y Valencia. Grande de España de primera clase

## Biografía
Franciscano desde los quince años, estudió filosofía y teología y ocupó las cátedras de artes y teología moral y escolástica, así como los cargos de guardia, definidor provincial, ministro provincial y, del 1792 al 1806, definidor general de su orden. 
Fue arzobispo de Zaragoza (1797-1800), por nombramiento de Pío VI y de Valencia (1800-13) por nombramiento de Pío VII. Durante la invasión napoleónica, fue vicepresidente de la Junta Suprema de Valencia, rechazando huir a Mallorca con la ocupación de la ciudad. Logró, tras ganarse el respeto de los franceses, el perdón de condenados por conspiración y el restablecimiento del culto católico en el arzobispado. 
Sus restos descansan en la capilla de la Purísima de la Catedral de Valencia.
| Predecesor: Agustín de Lezo Palomeque      | Arzobispo de Zaragoza 1797 - 1800 | Sucesor: Ramón José de Arce                   |
| Predecesor: Juan Francisco Ximénez del Río | Arzobispo de Valencia 1800 - 1813 | Sucesor: Veremundo Arias-Teixeiro y Rodríguez |